# Осемдесетгодишна война
Осемдесетгодишната война (или Нидерландско въстание) е продължилата от 1568 до 1648 война за освобождение на разбунтувалите се нидерландски провинции от властта на Испания. Между 1585 и 1604 г. Англия също участва със свои войски, подкрепящи бунтовниците. В хода на войната, новосъздадената Република Съединени провинции се превръща в световна сила и преживява безпрецедентен икономически, научен и културен подем (виж Нидерландски златен век).

## Причини
Император Карл V, роден в Гент и израснал в Нидерландия, се ползва с широка популярност в страната. През 1556 той абдикира в полза на сина си Филип II, който е ревностен католик и се интересува главно от испанската част на империята. В същото време в Нидерландия се разпространява протестантството, най-вече калвинизмът.
На празника Въведение Богородично през 1566 малък инцидент пред катедралата на Антверпен поставя началото на масов бунт на калвинистите, които нападат църкви и унищожават статуи и изображения на католическите светци, които смятат за еретични. Безредиците продължават с месеци и Филип II изпраща в Нидерландия армия, начело с херцог Алба, станал известен като Железния херцог, която трябва да възстанови реда.
Непосредствена причина за войната става присъдата, издадена на 16 февруари 1568 от Светия престол, с която цялото население на Нидерландия, с изключение на няколко поименно изброени лица, е осъдено на смърт. Няколко дни по-късно крал Филип II потвърждава присъдата и нарежда тя да бъде приведена в изпълнение. Това е най-масовата смъртна присъда, произнасяна в историята. Тя обхваща около три милиона души – мъже, жени и деца.